# Kolonia korony brytyjskiej
Kolonia korony brytyjskiej (ang. crown colony) lub, w XVII wieku kolonia królewska (ang. royal colony) − rodzaj administracji kolonialnej w angielskich terytoriach zamorskich, a następnie w imperium brytyjskim.

## Rys ogólny
Kolonie korony, czy też kolonie królewskie, były zarządzane przez gubernatora wyznaczanego przez monarchę. Do połowy XIX wieku władca mianował gubernatorów królewskich na wniosek ministerstwa kolonii. Pod nazwą „kolonii królewskiej”, pierwsza z tych, które miały stać się później koloniami korony, była od roku 1624 angielska Kolonia Wirginia (obecnie stan USA, Wirginia), kiedy to odwołany został edykt królewski przyznający ziemie w Ameryce Północnej osadniczo-handlowej Kompanii Wirginijskiej, a korona przejęła administrację w swoje ręce.
Do połowy XIX wieku termin kolonia korony był używany przede wszystkim w odniesieniu do tych kolonii, które zostały pozyskane w wyniku konfliktów zbrojnych, jak na przykład Trynidad i Tobago czy Gujana Brytyjska, ale z biegiem czasu przyjęto nazywać tak wszystkie kolonie poza prezydencjami i prowincjami Indii Brytyjskich oraz takie nabytki terytorialne jak Górna Kanada, Dolna Kanada, Nowa Fundlandia, Kolumbia Brytyjska (dzisiejsze prowincje państwa o nazwie Kanada), Nowa Południowa Walia, Queensland, Australia Południowa, Tasmania, Wiktoria, Australia Zachodnia (dzisiejsze stany państwa o nazwie Australia) i Nowa Zelandia, które później uzyskały status dominiów.
Termin był używany do roku 1981, kiedy to specjalną ustawą parlamentarną wszystkie istniejące jeszcze kolonie przemianowano na „dependencje”. Od 2002 roku noszą nazwę brytyjskich terytoriów zamorskich.
Obecne dependencje korony nigdy nie były traktowane jak kolonie; formą ich rządu jest monarchia konstytucyjna, a samorządowe władze wysp współdziałają z Wielką Brytanią na określonych płaszczyznach (chodzi przede wszystkim o obronność i politykę zagraniczną). Są to Wyspa Man i Wyspy Normandzkie.

## Rodzaje kolonii korony
Istniały trzy rodzaje kolonii korony (stan z 1918 roku) o różnym stopniu niezależności:
- kolonie z radami reprezentacyjnymi, jak Bermudy, Jamajka, Cejlon, Kolumbia Brytyjska i Fidżi, gdzie istniały jedna lub dwie izby legislacyjne, których członków mianowała korona, ale mogli być wybierani spośród mieszkańców,
- kolonie z ciałami doradczymi, jak Honduras Brytyjski, Sierra Leone, Grenada i Hongkong, gdzie wszyscy przedstawiciele legislatury pochodzili z nominacji, chociaż często wybierani z miejscowej społeczności. Należy dodać, że Hongkong stał się kolonią korony najpóźniej, z wybraną w roku 1995 radą reprezentantów,
- kolonie zarządzane bezpośrednio przez gubernatorów, jak Basutoland[7], Gibraltar, Wyspa Świętej Heleny i Singapur − te były najmniej liczne, ale też posiadały najmniejszą autonomię.

## Lista kolonii korony
Terytoria pozyskane przez zasiedlenie, podbój lub przyłączenie do korony brytyjskiej, albo też do krajów Wspólnoty Brytyjskiej.
| Nazwa kolonii                            | od   | do   | Przyczyna zmiany statusu |
| ---------------------------------------- | ---- | ---- | --- |
| Aden                                     | 1937 | 1967 | 1963 kolonia przekształciła się w stan Aden w Federacji Arabii Południowej, a od 1967 część Republiki Jemenu                         |
| Australia Południowa                     | 1834 | 1901 | Stan Związku Australijskiego od 1901                                                                                                 |
| Australia Zachodnia                      | 1829 | 1901 | Stan Związku Australijskiego od 1901                                                                                                 |
| Basuto                                   | 1884 | 1964 | Protektorat brytyjski od 1964; niezależne państwo Lesotho od 1966                                                                    |
| Beczuana                                 | 1885 | 1895 | Część brytyjskiej Kolonii Przylądkowej od 1895; od 1966 niepodległe państwo Botswana                                                 |
| Bermudy                                  | 1684 | 1981 | Brytyjska dependencja od 1981 |
| Birma                                    | 1937 | 1948 | Niepodległe państwo od 1948 |
| Borneo Północne                          | 1946 | 1963 | Część Malezji od 1963 jako Sabah |
| Brytyjskie Terytorium Oceanu Indyjskiego | 1965 | 1981 | Brytyjska dependencja od 1981 |
| Brytyjskie Wyspy Dziewicze               | 1871 | 1981 | Brytyjska dependencja od 1981 |
| Cejlon                                   | 1815 | 1948 | Niepodległe państwo Sri Lanka od 1972                                                                                                |
| Connecticut                              | 1636 | 1776 | Stan Connecticut w USA od 1776 |
| Cypr                                     | 1914 | 1960 | Niepodległe państwo Cypr od 1960 |
| Delaware                                 | 1664 | 1776 | Stan Delaware w USA od 1776 |
| Dolna Kanada                             | 1791 | 1841 | Część zjednoczonej Prowincji Kanady od 1841                                                                                          |
| Falklandy                                | 1841 | 1981 | Dependencja brytyjska od 1981 |
| Floryda Wschodnia                        | 1763 | 1783 | Oddana Hiszpanii; później część stanu Floryda w USA                                                                                  |
| Floryda Zachodnia                        | 1763 | 1783 | Oddana Hiszpanii, później część stanu Floryda w USA                                                                                  |
| Georgia                                  | 1732 | 1776 | Stan Georgia w USA od 1776 |
| Gambia                                   | 1888 | 1965 | Niepodległe państwo Gambia od 1965                                                                                                   |
| Gibraltar                                | 1713 | 1981 | Dependencja brytyjska od 1981 |
| Górna Kanada                             | 1791 | 1841 | Część zjednoczonej Prowincji Kanady od 1841                                                                                          |
| Gujana Brytyjska                         | 1831 | 1966 | Niepodległa Gujana od 1966 |
| Honduras Brytyjski                       | 1884 | 1981 | Niepodległe państwo Belize od 1981 (kolonia brytyjska nosiła nazwę Belize od 1973)                                                   |
| Hongkong                                 | 1841 | 1981 | Dependencja brytyjska od 1981. Przekazany Chinom w 1997                                                                              |
| Jamajka                                  | 1865 | 1962 | Niepodległość od 1962 |
| Kajmany                                  | 1962 | 1981 | Dependencja brytyjska od 1981 |
| Karolina Północna                        | 1729 | 1776 | Stan Karolina Północna w USA od 1776                                                                                                 |
| Karolina Południowa                      | 1729 | 1776 | Stan Karolina Południowa w USA od 1776                                                                                               |
| Kenia                                    | 1920 | 1963 | Niepodległość od 1963 |
| Kolonia Przylądkowa                      | 1806 | 1910 | Część Związku Południowej Afryki od 1910                                                                                             |
| Kolumbia Brytyjska                       | 1866 | 1871 | Część dominium Kanady od 1871 |
| Labuan                                   | 1848 | 1906 | Włączone do kolonii Straits Settlements w 1906                                                                                       |
| Malta                                    | 1813 | 1964 | Niepodległe państwo od 1964 |
| Maryland                                 | 1632 | 1776 | Stan Maryland w USA od 1776 |
| Massachusetts Bay                        | 1692 | 1776 | Stan Massachusetts w USA od 1776 |
| Montserrat                               | 1956 | 1981 | Dependencja brytyjska od 1981 |
| Natal                                    | 1843 | 1910 | Część Związku Południowej Afryki od 1910                                                                                             |
| New Hampshire                            | 1692 | 1776 | Stan New Hampshire w USA od 1776 |
| New Jersey                               | 1702 | 1776 | Stan New Jersey w USA od 1776 |
| Nowa Fundlandia                          | 1854 | 1907 | Dominium od 1907, część Kanady od 1949                                                                                               |
| Nowa Południowa Walia                    | 1788 | 1901 | Część Związku Australijskiego od 1901                                                                                                |
| Nowa Zelandia                            | 1841 | 1907 | Dominium brytyjskie od 1907 |
| Nowy Jork                                | 1691 | 1776 | Stan Nowy Jork w USA od 1776 |
| Pensylwania                              | 1681 | 1776 | Stan Pensylwania w USA od 1776 |
| Pitcairn                                 | 1952 | 1981 | Dependencja brytyjska od 1981 |
| Prowincja Kanady                         | 1841 | 1867 | Od 1867 dominium o nazwie Kanada |
| Quebec                                   | 1763 | 1791 | Podzielony pomiędzy Górną i Dolną Kanadę oraz Terytoria Północno-Zachodnie                                                           |
| Queensland                               | 1824 | 1901 | Stan Związku Australijskiego od 1901                                                                                                 |
| Rhode Island i Plantacje Providence      | 1706 | 1776 | Stan Rhode Island w USA od 1776 |
| Rodezja Południowa                       | 1923 | 1980 | De facto niepodległe państwo Rodezja (nieuznawane na arenie międzynarodowej) w latach 1965-1979, od 1980 niepodległe państo Zimbabwe |
| Saint Christopher-Nevis-Anguilla         | 1962 | 1967 | Terytorium stowarzyszone od 1967, niepodległe państwo od 1983                                                                        |
| Sarawak                                  | 1946 | 1963 | Część Malezji od 1963 |
| Sierra Leone                             | 1808 | 1961 | Niepodległe państwo od 1961 |
| Singapur                                 | 1946 | 1963 | Włączony do Malezji w 1963, niepodległe państwo od 1965                                                                              |
| Straits Settlements                      | 1867 | 1946 | Rozwiązane w 1946 roku, poszczególne terytoria podzielone pomiędzy kolonię Singapuru, Borneo Północne i Związek Malajski             |
| Święta Helena                            | 1834 | 1981 | Dependencja brytyjska od 1981 |
| Tasmania                                 | 1803 | 1901 | Ziemia Van Diemena od 1803 do 1856; część Nowej Południowej Walii od 1803; stan Związku Australijskiego od 1901                      |
| Turks i Caicos                           | 1962 | 1981 | Dependencja brytyjska od 1981 |
| Vancouver                                | 1848 | 1866 | Przyłączony do Kolumbii Brytyjskiej w 1866                                                                                           |
| Wiktoria                                 | 1851 | 1901 | Stan Związku Australijskiego od 1901                                                                                                 |
| Wirginia                                 | 1624 | 1776 | Stan Wirginia w USA od 1776 |
| Złote Wybrzeże                           | 1821 | 1957 | Niepodległe państwo Ghana od 1957 |